# Devrim Kazan
Devrim Kazan (* 18. Juni 2002) ist ein türkischer Leichtathlet, der im Mittel- und Langstreckenlauf an den Start geht.

## Sportliche Laufbahn
Erste internationale Erfahrungen sammelte Devrim Kazan im Jahr 2020, als er bei den Balkan-Meisterschaften in Cluj-Napoca im 1500-Meter-Lauf in 4:02,21 min den zehnten Platz belegte. Im Jahr darauf erreichte er bei den Balkan-Hallenmeisterschaften in Istanbul nach 3:47,51 min Rang fünf. Mitte Juli schied er bei den U20-Europameisterschaften in Tallinn mit 8:38,96 min im Vorlauf über 3000 m aus und wurde in 14:46,97 min Neunter im 5000-Meter-Lauf. Im August erreichte er dann bei den U20-Weltmeisterschaften in Nairobi in 8:52,01 min Rang zwölf über 3000 m.
2021 wurde Kazan türkischer Hallenmeister im 1500-Meter-Lauf.

## Persönliche Bestleistungen
- 1500 Meter: 3:47,50 min, 4. September 2020 in Istanbul
  - 1500 Meter (Halle): 3:47,51 min, 20. Februar 2021 in Istanbul
- 3000 Meter: 8:14,04 min, 2. September 2020 in Istanbul
  - 3000 Meter (Halle): 8:07,04 min, 5. Februar 2021 in Istanbul
- 5000 Meter: 14:22,17 min, 5. Juni 2021 in Bursa